# Municipio de Gustin
El municipio de Gustin (en inglés: Gustin Township) es un municipio ubicado en el condado de Alcona en el estado estadounidense de Míchigan. En el año 2010 tenía una población de 795 habitantes y una densidad poblacional de 8,57 personas por km².

## Geografía
El municipio de Gustin se encuentra ubicado en las coordenadas 44°38′28.05″N 83°28′9.9″O / 44.6411250, -83.469417. Según la Oficina del Censo de los Estados Unidos, el municipio tiene una superficie total de 92,8 km² (35,8 mi²), de la cual 92,4 km² (35,7 mi²) corresponden a tierra firme y 0,4 km² (0,2 mi²) (0.42%) es agua.

## Demografía
En el 2000 la renta per cápita promedia del hogar era de $27.350, y el ingreso promedio para una familia era de $31.806. El ingreso per cápita para la localidad era de $19.848. En 2000 los hombres tenían un ingreso per cápita de $30.000 contra $17.083 para las mujeres. Alrededor del 15.0% de la población estaba bajo el umbral de pobreza nacional.